# Janet Lynn Kavandiová
Janet Lynn Kavandiová (*17. července 1959 Springfiel, stát Missouri) je americká vědkyně v oboru chemie a kosmonautka. Ve vesmíru byla třikrát.

## Život

### Studium a zaměstnání
Narodila se jako Janet Lynn Sellersová.
Absolvovala střední školu Carthage Senior High School, po jejím ukončení v roce 1977 pokračovala ve studiu chemie na Missouri Southern State College v Joplinu (ukončila 1980) a na University of Missouri v Rolla (ukončila 1982) a na Washingtonské univerzitě, kde roku 1990 získala doktorát.
Pracovala u společností Eagle-Picher Industries v Joplinu (1982–1984) a u Boeing Defense and Space Group v Seattle (1984–1994).
V roce 1995 se zapojila do výcviku budoucích kosmonautů v Houstonu, o rok později byla členkou jednotky kosmonautů v NASA.
Vdala se, jejím manželem je John Kavandi.

### Lety do vesmíru
Na oběžnou dráhu se v raketoplánu dostala s funkcí letová specialistka třikrát, pracovala na orbitálních stanicích Mir i ISS, strávila ve vesmíru 33 dní, 20 hodin a 8 minut. Byla 380. člověkem ve vesmíru, 35. ženou.
- STS-91 Discovery (2. června 1998 – 12. června 1998)
- STS-99 Endeavour (11. února 2000 – 22. února 2000)
- STS-104 Atlantis 12. července 2001 – 25. července 2001)